# Liga Mexicana de Béisbol 1972
La Temporada 1972 de la Liga Mexicana de Béisbol fue la edición número 48. Por tercer año consecutivo la liga tuvo una expansión, en esta ocasión de 12 a 14 equipos. Se continuó con el sistema en que los equipos que terminen en primer lugar de cada zona, se acreditan campeones de zona y juegan una Serie Final por el campeonato de la liga. Los equipos de expansión fueron los Cafeteros de Córdoba y los Pericos de Puebla, ambos equipos regresaron a la liga, Córdoba no participaba desde 1939 y Puebla desde 1969. El resto de los equipos se mantenían en su sede. 
Debido a que los dos equipos de expansión se ubican geográficamente al sur del país, los Charros de Jalisco pasan de jugar de la Zona Sur a la Zona Norte. Los equipos continúan divididos en la Zona Norte y Zona Sur, pero en esta ocasión siete equipos por cada zona. 
En la Serie Final los Cafeteros de Córdoba obtuvieron el segundo campeonato de su historia al derrotar en 6 juegos a los Saraperos de Saltillo. El mánager campeón fue Mario "Toche" Peláez. Cafeteros se convirtió en el primer y único equipo en conseguir un campeonato como un equipo de expansión.

## Equipos participantes
| Liga Mexicana de Béisbol 1972 |                              |           |                        |                       |           |
| Zona                          | Equipo                       | Fundación | Ciudad                 | Estadio               | Capacidad |
| Norte                         | Algodoneros de Unión Laguna  | 1940      | Gómez Palacio, Durango | Rosa Laguna           | 6,000     |
| Norte                         | Bravos de Reynosa            | 1963      | Reynosa, Tamaulipas    | Adolfo López Mateos   | 10,000    |
| Norte                         | Charros de Jalisco           | 1946      | Guadalajara, Jalisco   | Tecnológico de la UDG | 4,000     |
| Norte                         | Estibadores de Tampico       | 1937      | Tampico, Tamaulipas    | Alijadores            | 7,000     |
| Norte                         | Piratas de Sabinas           | 1971      | Sabinas, Coahuila      | Sabinas               | 4,000     |
| Norte                         | Saraperos de Saltillo        | 1970      | Saltillo, Coahuila     | Francisco I. Madero   | 16,000    |
| Norte                         | Sultanes de Monterrey        | 1939      | Monterrey, Nuevo León  | Cuauhtémoc            | 8,000     |
| Sur                           | Cafeteros de Córdoba         | 1934      | Córdoba, Veracruz      | "Beisborama"          | 12,000    |
| Sur                           | Diablos Rojos del México     | 1940      | México, D. F.          | Seguro Social         | 25,000    |
| Sur                           | Leones de Yucatán            | 1954      | Mérida, Yucatán        | Carta Clara           | 9,000     |
| Sur                           | Pericos de Puebla            | 1938      | Puebla, Puebla         | Ignacio Zaragoza      | 22,000    |
| Sur                           | Petroleros de Poza Rica      | 1958      | Poza Rica, Veracruz    | Heriberto Jara Corona | 10,000    |
| Sur                           | Rojos del Águila de Veracruz | 1903      | Veracruz, Veracruz     | Deportivo Veracruzano | 12,000    |
| Sur                           | Tigres Capitalinos           | 1955      | México, D. F.          | Seguro Social         | 25,000    |

## Posiciones
| Zona Norte   | Zona Norte | Zona Norte | Zona Norte | Zona Norte |
| Equipo       | JG         | JP         | PCT        | JV         |
| ------------ | ---------- | ---------- | ---------- | ---------- |
| Saltillo     | 89         | 51         | .636       | -          |
| Tampico      | 86         | 51         | .628       | 1.5        |
| Jalisco      | 77         | 60         | .562       | 10.5       |
| Sabinas      | 62         | 76         | .449       | 26.0       |
| Reynosa      | 62         | 77         | .446       | 26.5       |
| Unión Laguna | 56         | 84         | .400       | 33.0       |
| Monterrey    | 53         | 82         | .393       | 33.5       |

| Zona Sur  | Zona Sur | Zona Sur | Zona Sur | Zona Sur |
| Equipo    | JG       | JP       | PCT      | JV       |
| --------- | -------- | -------- | -------- | -------- |
| Córdoba   | 72       | 61       | .541     | -        |
| Tigres    | 73       | 65       | .529     | 1.5      |
| Puebla    | 72       | 65       | .526     | 2.0      |
| Yucatán   | 72       | 66       | .522     | 2.5      |
| México    | 69       | 71       | .493     | 6.5      |
| Poza Rica | 65       | 70       | .481     | 8.0      |
| Águila    | 55       | 84       | .396     | 20.0     |

| Campeón de Zona |

## Serie Final
El campeón se definió mediante una serie final a ganar 4 de 7 partidos entre los equipos campeones de la Zona Norte y Zona Sur. La serie comenzó en Córdoba, Veracruz y después se trasladó a Saltillo, Coahuila en donde los Cafeteros de Córdoba se coronaron campeones en el sexto juego al vencer a los Saraperos de Saltillo en el Estadio Francisco I. Madero. El lanzador del partido por parte de los Cafeteros fue Ramón Arano.

## Designaciones
Se designó como novato del año a Rodolfo Hernández de los Charros de Jalisco.

## Acontecimientos relevantes
- 30 de junio: Andrés Ayón de los Saraperos de Saltillo le lanza juego perfecto de 7 entradas a los Sultanes de Monterrey, en un partido disputado en Monterrey, Nuevo León y que terminó con marcador de 9-0.